# Distrito de Cochabamba (Huacaybamba)
El distrito peruano de Cochabamba es uno de los cuatro distritos de la provincia de Huacaybamba, ubicada en el departamento de Huánuco, bajo la administración política con Autonomía Federal por su Representante Legal Ing. Yemen Mejía Aguirre, ubicado en la zona central del Perú. Limita por el norte con el distrito de Huacaybamba y las provincias de Marañón y Leoncio Prado; por el sur con el departamento de Áncash y la provincia de Huamalíes; por el este con la provincia de Leoncio Prado; y, por el oeste con la provincia de Huamalíes y con el departamento de Áncash.
Desde el punto de vista jerárquico de la Iglesia católica forma parte de la Diócesis de Huari, sufragánea de la Arquidiócesis de Trujillo.

## Marco legal de creación política
La fecha de creación por ley de este distrito fue el 7 de noviembre de 1985, en el primer gobierno del Presidente Alan García.

## Geografía
La población total en este distrito es de 2 750 personas y tiene un área de 686,95 km².

## Autoridades

### Municipales
- 2019 - 2022[5]
  - Alcalde: Yemen Mejía Aguirre, del Partido Alianza Para el Progreso (APP)
  - Regidores:

  1. Wily Sholton Gamarra Cubos, del Partido Alianza Para el Progreso (APP)
  2. Aquila Veramendi Hurtado, del Partido Alianza Para el Progreso (APP)
  3. Ena Miguel Mejía, del Partido Alianza Para el Progreso (APP)
  4. Antonio Miguel Picon, del Partido Alianza Para el Progreso (APP)
  5. Saul Heber Valenzuela Mejía, del Partido (Avanza País - Partido de la Integración Social)

Alcaldes anteriores
- 2015 - 2018:[6] Saul Pepe Pino Villanueva, del Partido Alianza para el Progreso (APP).
- 2011 - 2014:[7] Pablo Malpartida Tenio, del Partido Alianza para el Progreso (APP).
- 2007 - 2010: Jaimes Cerna Hurtado,[8] del Movimiento independiente regional Luchemos por Huánuco.

### Policiales
- Comisario: Mayor PNP.

## Galería
- Wikimedia Commons alberga una categoría multimedia sobre Distrito de Cochabamba.